# Контрольный совет
Сою́знический Контро́льный сове́т, также СКС, (нем. Alliierter Kontrollrat, англ. Allied Control Council, фр. Conseil de contrôle allié) — орган верховной власти в оккупированной Германии, образованный после Второй мировой войны державами-победительницами. В подчинении Контрольного совета находилась Межсоюзническая комендатура, осуществлявшая властные полномочия в разделённом на оккупационные секторы Берлине.

## История создания
Единый подход к послевоенному будущему Германии вырабатывался на встречах стран антигитлеровской коалиции начиная с Тегерана. На встрече в Касабланке в 1943 году было заявлено, что союзники будут вести войну против Германии до её безоговорочной капитуляции, а Ялтинская декларация содержала положения о разделении Германии на оккупационные зоны, координированной администрации и контроле, осуществляемом через Центральную контрольную комиссию. После безоговорочной капитуляции Германии 8 мая 1945 года 23 мая в Мюрвике было арестовано имперское правительство в главе с Карлом Дёницем и Иоганном Людвигом Шверин фон Крозигом.
В Берлинской декларации от 5 июня 1945 года державы-победительницы официально заявили о принятии на себя верховной власти в Германии в её границах на 31 декабря 1937 года и установили контрольный механизм и границы оккупационных зон Германии и оккупационных секторов Берлина. Окончательные границы Германии и её правовое положение должен был установить мирный договор, который так никогда и не был заключён до принятия Договора об окончательном урегулировании в отношении Германии 1990 года.
В отношении Австрии, где 27 апреля 1945 года президиумы восстановленных Социал-демократической партии Австрии, Австрийской народной партии и Коммунистической партии Австрии в своём Обращении о самостоятельности Австрии в соответствии с Декларацией об Австрии, принятой на Московской конференции министров иностранных дел СССР, США и Великобритании в 1943 году, объявили аншлюс недействительным, Австрию независимой и образовали временное правительство, 4 июля было подписано соответствующее Соглашение о системе контроля над Австрией.

## Учреждение

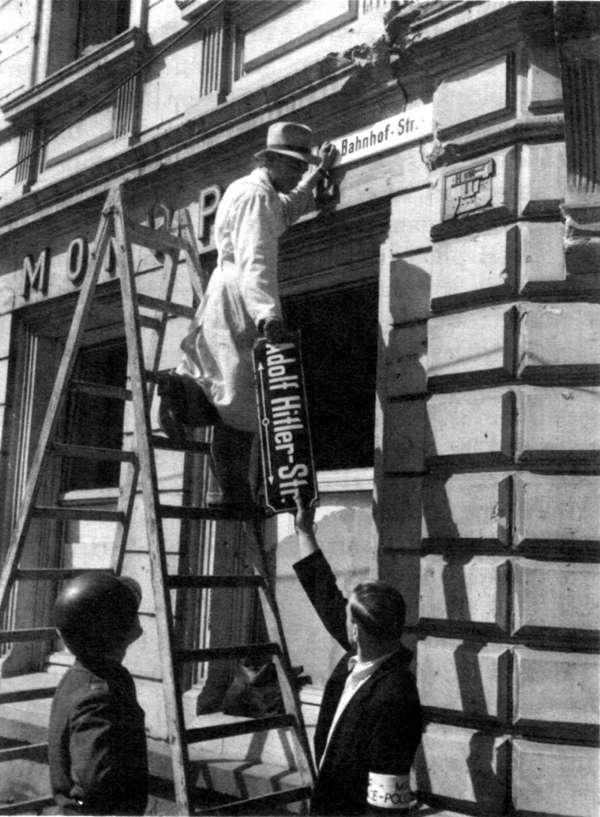
Денацификация в действии. Идёт замена названий улиц

В соответствии с контрольным механизмом, установленным соответствующим соглашением от 14 ноября 1944 года и подтверждённым на Потсдамской конференции летом 1945 года, верховная власть в Германии осуществляется главнокомандующими вооружённых сил четырёх держав-победительниц «каждым в своей зоне оккупации, по инструкциям от своих соответствующих Правительств, а также совместно, по вопросам, затрагивающим Германию в целом». Соответственно в Контрольный совет входили маршал Г. К. Жуков, генерал Эйзенхауэр, фельдмаршал Монтгомери и генерал Латр де Тассиньи.
Кроме того, так как Люксембург также являлся небольшой оккупационной державой, он тоже имел постоянное представительство в Союзническом Контрольном совете в Берлине.
Контрольный совет располагался в здании апелляционного суда Пруссии в берлинском районе Шёнеберг. Основной функцией Контрольного совета была выработка планов и достижение согласованных решений по главным военным, политическим, экономическим и другим вопросам, общим для всей Германии, которые должны приниматься единогласно. Каждая из сторон сохраняла полную ответственность за управление своей зоной оккупации.
Учредительное заседание Контрольного совета состоялось 30 июля 1945 года одновременно с проходившей Потсдамской конференцией. Заседания Контрольного совета в соответствии с регламентом созывались не реже одного раза в десять дней и в любое время по просьбе какого-либо из его членов. Заседания Контрольного совета готовил постоянно действующий Комитет по координации.

### Комитет по координации
В Комитет по координации первоначально входили: от СССР — В. Д. Соколовский, от США — Люсиус Клей, от Великобритании — Брайан Х. Робертсон и от Франции — Луи М. Кёльц. В составе четырёхстороннего комитета действовали двенадцать отделов: военный, военно-морской, военно-воздушный, транспортный, политический, экономический, финансовый, по репарациям и поставкам, внутренних дел и связи, правовой, по делам военнопленных и перемещённых лиц и отдел рабочей силы. Ими поочерёдно в течение месяца управляли соответственно четыре директора.

### Обращения и законы Контрольного совета

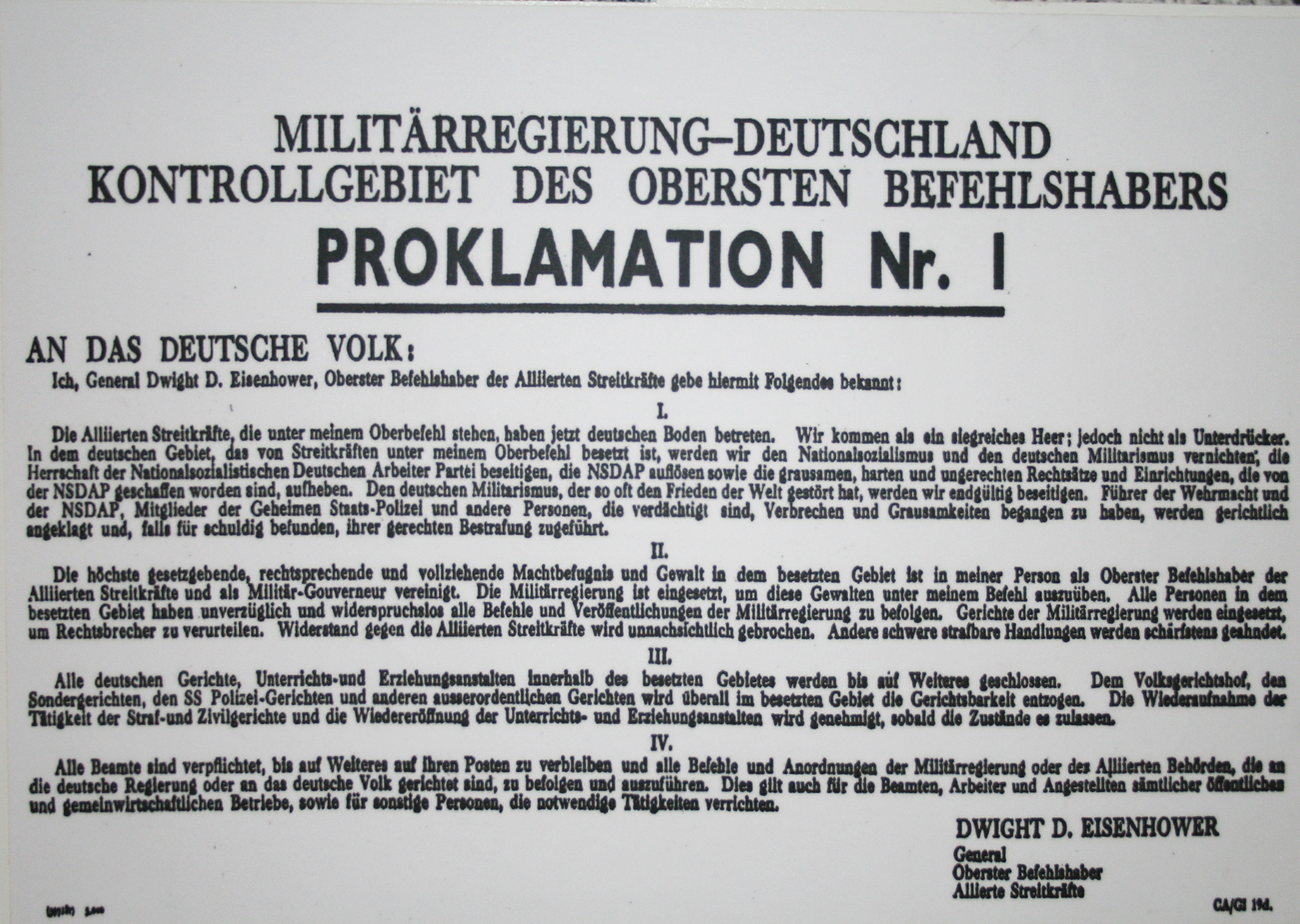
Обращение № 1 генерала Эйзенхауэра к немецкому народу. Март 1945 года

В Директиве № 10 Контрольного совета от 22 сентября 1945 года О методах законодательной деятельности Контрольного совета устанавливается, что законодательная деятельность Контрольного совета в оккупированной Германии осуществляется в форме:
- обращений по вопросам особой важности для оккупационных властей или немецкого народа;
- законов общего применения, если не указано иного;
- приказов, в которых излагаются требования Контрольного совета к Германии, не установленные в Законах;
- директив с целью ознакомления с общими намерениями и решениями Контрольного совета по административно-техническим вопросам;
- инструкций, в которых излагаются конкретные требования к определённым органам.

Обращения и законы Контрольного совета подписывались членами Контрольного совета. Приказы подписывались членами Контрольного совета или членами Комитета по координации. Директивы и инструкции подписывались членами Комитета по координации. В отсутствие одного из членов Контрольного совета или Комитета по координации документы подписывались их заместителями.

## Деятельность Контрольного совета
До 1948 года состоялось более 80 заседаний союзнического Контрольного совета. Первые два закона Контрольного совета касались отмены национал-социалистического права и роспуска и ликвидации национал-социалистических организаций. Наряду с установлением временных границ (например, линии по Одеру-Нейсе) и легитимизации депортации и переселения в фокусе внимания Контрольного совета находились вопросы демилитаризации экономики Германии. Как и репарации, экономическая демилитаризация, заключавшаяся в демонтаже и вывозе промышленного оборудования, проводилась каждой из оккупационных властей в автономном режиме, и единой политики Контрольного совета по этому вопросу не существовало.
Нарастающее напряжение в отношениях между СССР и западными державами, в частности на Ближнем Востоке и в Азии, привели к недоверию между сторонами, участвующими в управлении Германией. В июле 1946 года СССР расценил требования о сохранении экономической целостности Германии, выдвинутые США в Контрольном совете, как попытку оказать на себя влияние, что фактически стало концом идеи совместной деятельности в рамках Контрольного совета. В ответ на заявление СССР США и Великобритания направили свои действия на восстановление экономической целостности своих зон и учредили 1 января 1947 года Бизонию, к которой 8 апреля 1949 года, незадолго до образования Федеративной Республики Германия, присоединила свою оккупационную зону Франция.
25 февраля 1947 года был издан Закон Контрольного совета № 46, ликвидировавший государство Пруссия.
20 марта 1948 года Советский Союз бойкотировал заседание Контрольного совета в знак протеста против проведения Лондонского совещания шести держав, и больше Контрольный совет на заседания не собирался.
После проведения в ночь с 20 на 21 июня 1948 года сепаратной денежной реформы в трёх западных зонах оккупации, приведшей к денежной реформе в советской зоне оккупации Германии и блокаде Западного Берлина, раздел Германии стал неизбежным.
Фактически единственными функциями, выполнявшимися союзниками совместно, остались контроль воздушного движения, осуществлявшийся центром безопасности полётов с 1945 по 1990 годы, и охрана находившейся в ведении совместной администрации четырёх держав тюрьмы для военных преступников в Шпандау, где до 1987 года отбывал наказание последний из осуждённых на Нюрнбергском процессе нацистский военный преступник Рудольф Гесс.
Формальный Контрольный совет был ликвидирован только с объединением Германии после обретения Германией полного суверенитета в соответствии с положениями Договора «Два плюс четыре» 1990 года.

## Союзническая комиссия по Австрии
Первым Соглашением о системе контроля над Австрией от 4 июля 1945 года четыре державы-победительницы учредили Союзническую комиссию по Австрии, состоявшую из Союзнического совета, Исполнительного комитета и четырёх штабов оккупационных властей по различным направлениям работы. Заседания Союзнической комиссии под сменным председательством также проводились один раз в десять дней. Вторым Соглашением, заключённым 28 июня 1946 года, временному правительству Австрии предоставлялись широкие законодательные полномочия без права вето на них со стороны оккупационных властей. Союзники сохранили за собой право вето только в отношении конституционных законов. Второе Соглашение сохраняло свою силу до принятия Декларации о независимости Австрии. Последнее заседание Союзнической комиссии по Австрии состоялось 27 июня 1955 года.